# Szczątkówka przybrzeżna
Szczątkówka przybrzeżna (Siphlonurus lacustris) – gatunek jętki z rodziny szczątkówkowatych (Siphlonuridae).

## Opis
Jętka ta osiąga od 11 do 14 mm długości ciała i dodatkowo od 16 do 22 mm długości przysadek ogonowych. Spotykana jest od maja do czerwca na wysokości od 400 do 900 m n.p.m. Samice składają do 2,5 tys. jaj. Larwy przechodzą swój rozwój w górskich i podgórskich potokach, w odcinkach o wolniejszym nurcie.

## Rozprzestrzenienie
W Europie gatunek ten został wykazany z Austrii, Bośni i Hercegowiny, Bułgarii, Korsyki, Chorwacji, Czech, Danii, Finlandii, Francji, Grecji, Hiszpanii, Holandii, Irlandii, byłej Jugosławii, Luksemburga, Niemiec, Norwegii, Polski, Rumunii, Rosji, Sardynii, Słowenii, Szwecji, Szwajcarii, Ukrainy, Węgier, Wielkiej Brytanii i Włoch. Ponadto znany z Azji Mniejszej.